# Hyuganatsu
Espèce
Hyuganatsu (日向夏), Citrus tamurana, est un fruit (et l'arbuste) d'origine japonaise appartenant au groupe des agrumes tardifs. Il en existe divers mutants ou hybrides distincts : 小夏 (Konatsu), 土佐小夏 (Tosakonatsu), ニューサマーオレンジ (Nyū samāorenji) ou Nouvelle orange d'été.
Son nom provient de l'ancienne province japonaise d'Hyūga, (aujourd'hui préfecture de Miyazaki, sur l'île de Kyūshū ) d'où l'agrume est supposé provenir, et de 夏 (natsu) qui signifie été.  

## Origine et descendance
Un jeune arbre hyuganatsu aurait été trouvé dans un jardin de Miyazaki dans les années 1820, après quoi aurait été largement cultivé dans toute la région, il serait entré dans la préfecture de Ehime en 1830. Les taxinomistes ont hésité devant ce fruit : Swingle le classe dans les oranges douces, Tanaka lui accorde un nom d’espèce propre (Citrus tamarana).
Tokurou Shimizu, A. Kitajima et al. (2016) dans leur analyse en composantes principales des génomes placent  hyuganatsu (caryotype C05) très proche du pôle pomelo (C. maxima), autrement dit loin des pôles mandarine et lime (pôle du yuzu). Le caryotype C05 (cluster II qui comprend C. maxima et C. limon dans la série des 18 cytotypes d'agrumes) est identifié chez hyuganatsu, kawabata, limonade, Ōgonkan et tengu. Ces fruitiers auraient pour ascendance un ancêtre commun indéterminé au type CO5 pollinisé par une mandarine Tachibana-B pour hyuganatsu, un tangor Kunenbo-A pour kawabata, une mandarine Tachibana-C pour Ōgonkan et une orange douce pour le tengu. 
Les fruits modernes Haruka (C. tamurana × natsudaidai) et Orange Awa descendent de hyuganatsu.

## Cultivars
Ces fruitiers anciens étaient souvent reproduits par semis, ils présentent donc une forte diversité phénotypique. Tokurou Shimizu, Akira Kitajima et al. (2016) identifient les cultivars suivants :  
- Ihara, variété type de hyuganatsu
- Orange hyuga, Shoukakukei hyuganatsu
- Kuchinotsu-41, un hyuganatasu embryon nucellaire[5].
- 室戸小夏 (Muroto konatsu) préfecture de Kōchi ,petit fruit de 100 à 120 g.

Sont encore signalés:
- 白鳥日向 (Swan Hinata) mutant trouvé à Kamo-gun, préfecture de Shizuoka (fruit plus gros que le type, peau lisse),
- 宿毛小夏 (Sukumo Konatsu) préfecture de Kōchi, précoce et peu acide avec sa variante précoce 松岡小夏 (Matsuoka Konatsu)

Ces hyuganatsu sont auto-incompatibles; une mutation de bourgeon diploïde, 西内小夏 (Nishiuchi Konatsu) est autocompatible (préfecture de Kōchi, peu de graines).

## Description
Le fruit est de taille moyenne et sa forme est ronde à légèrement oblongue. À maturité, il prend une couleur jaune clair. Sa chair est juteuse et sucrée, avec un goût légèrement aigre.

## Huile essentielle
L'huile essentielle de ce fruit est plus riche que celle des autres agrumes en β-farnésène, en carvone, et contient un nombre plus élevé de cétones.  Le linalol et l'octanol sont considérés comme les composés les plus actifs des arômes de hyuganatsu qui sont décrits comme frais et fruités. Masayoshi Sawamura (2011) qui fait autorité en fait la principale huile essentielle d'orange douce connue au Japon.

## Consommation

### Alimentaire
Il se consomme généralement coupé avec la majeure partie de son mésocarpe (peau blanche assez épaisse) laissée sur le fruit.

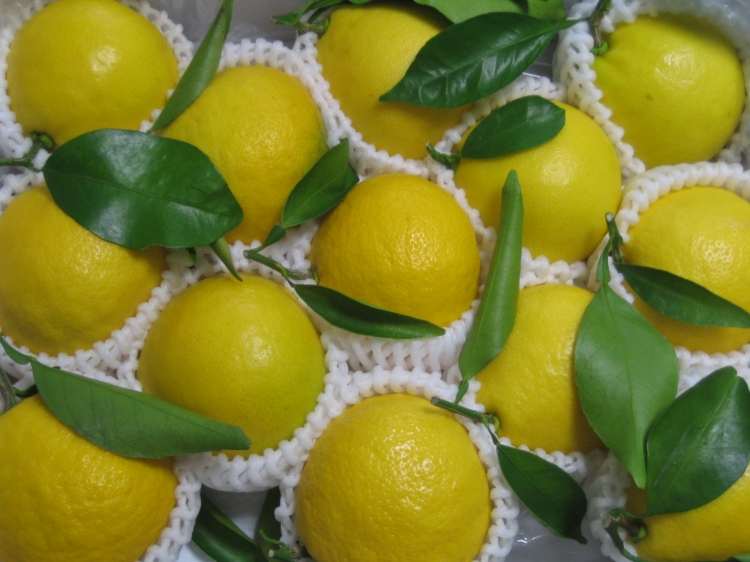
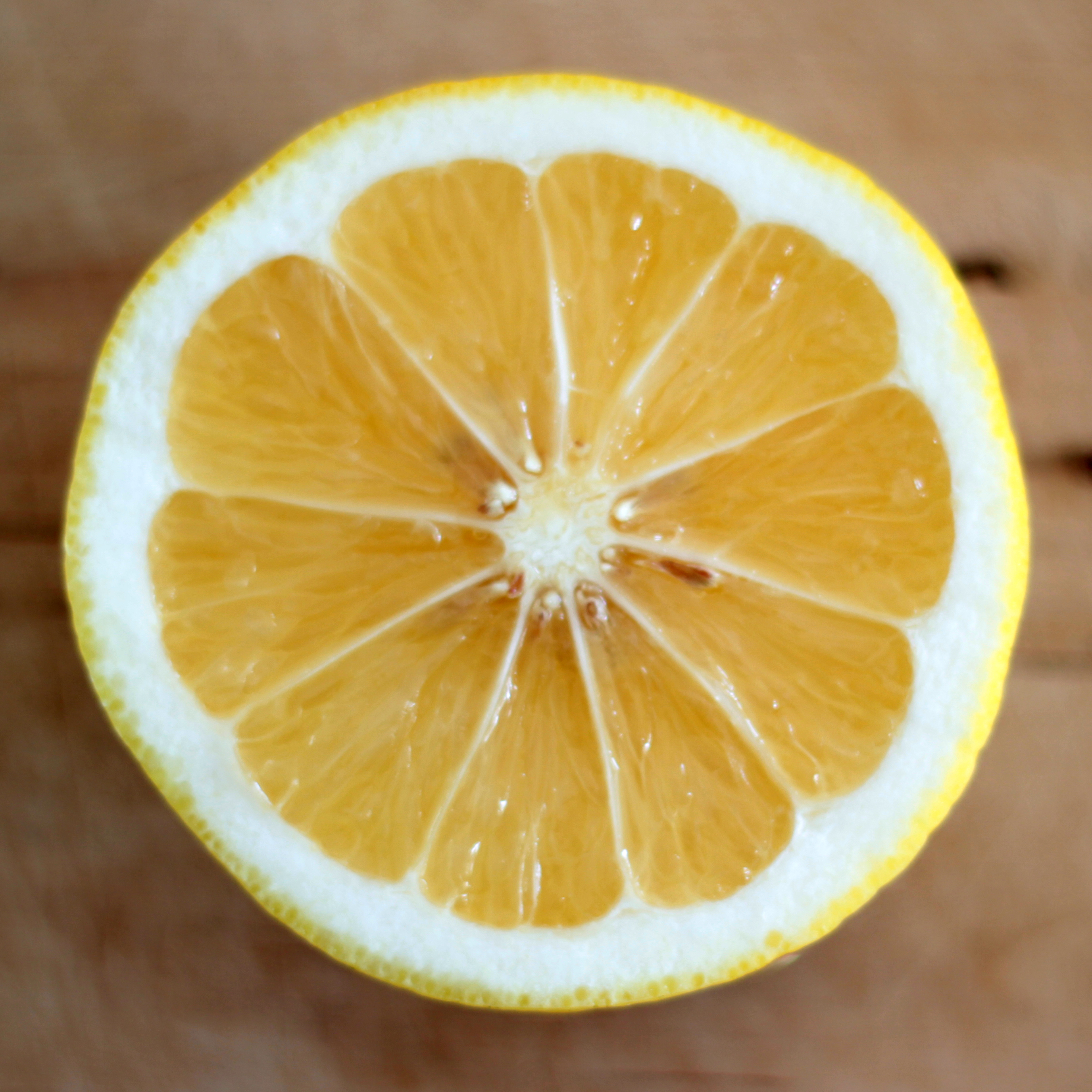
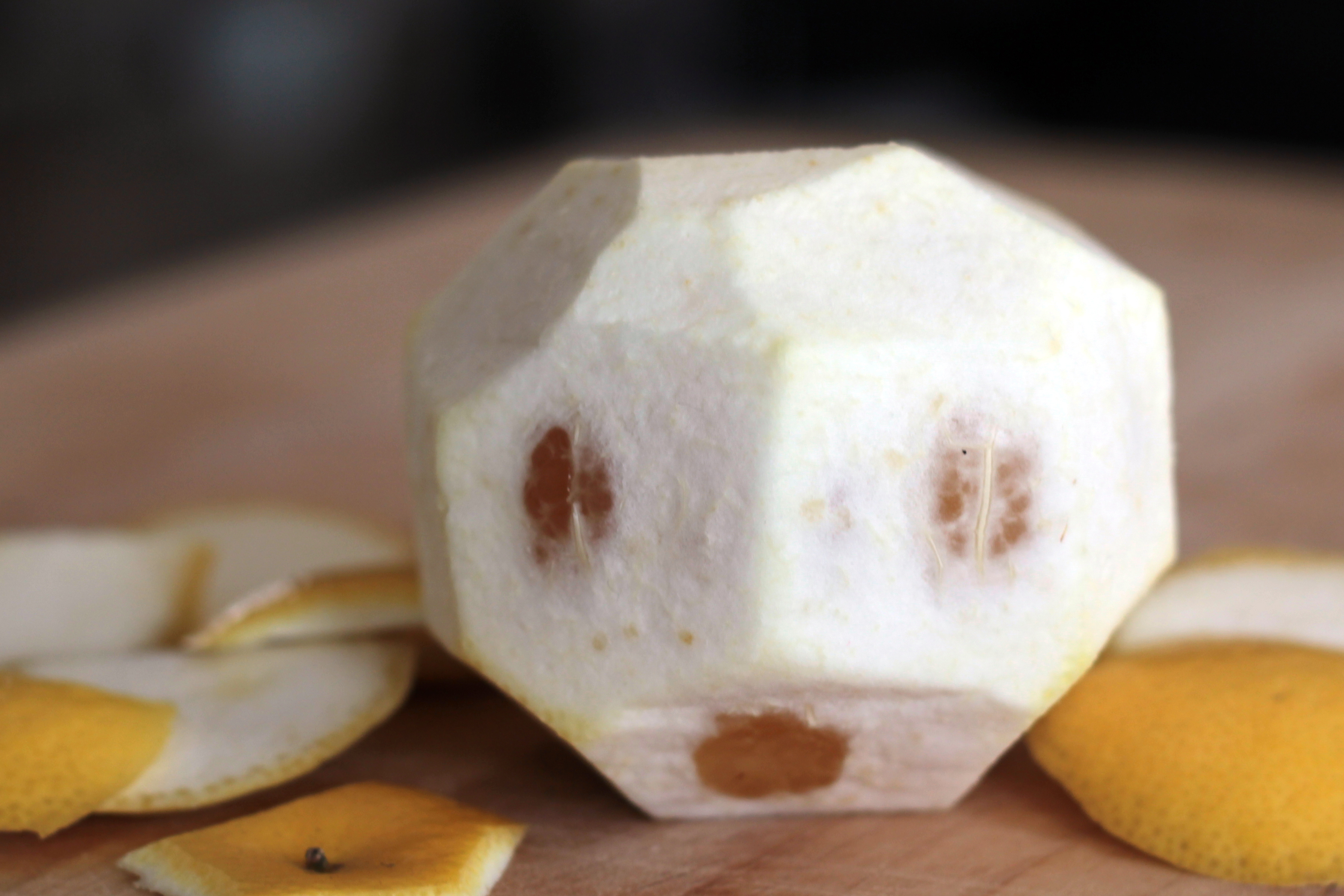
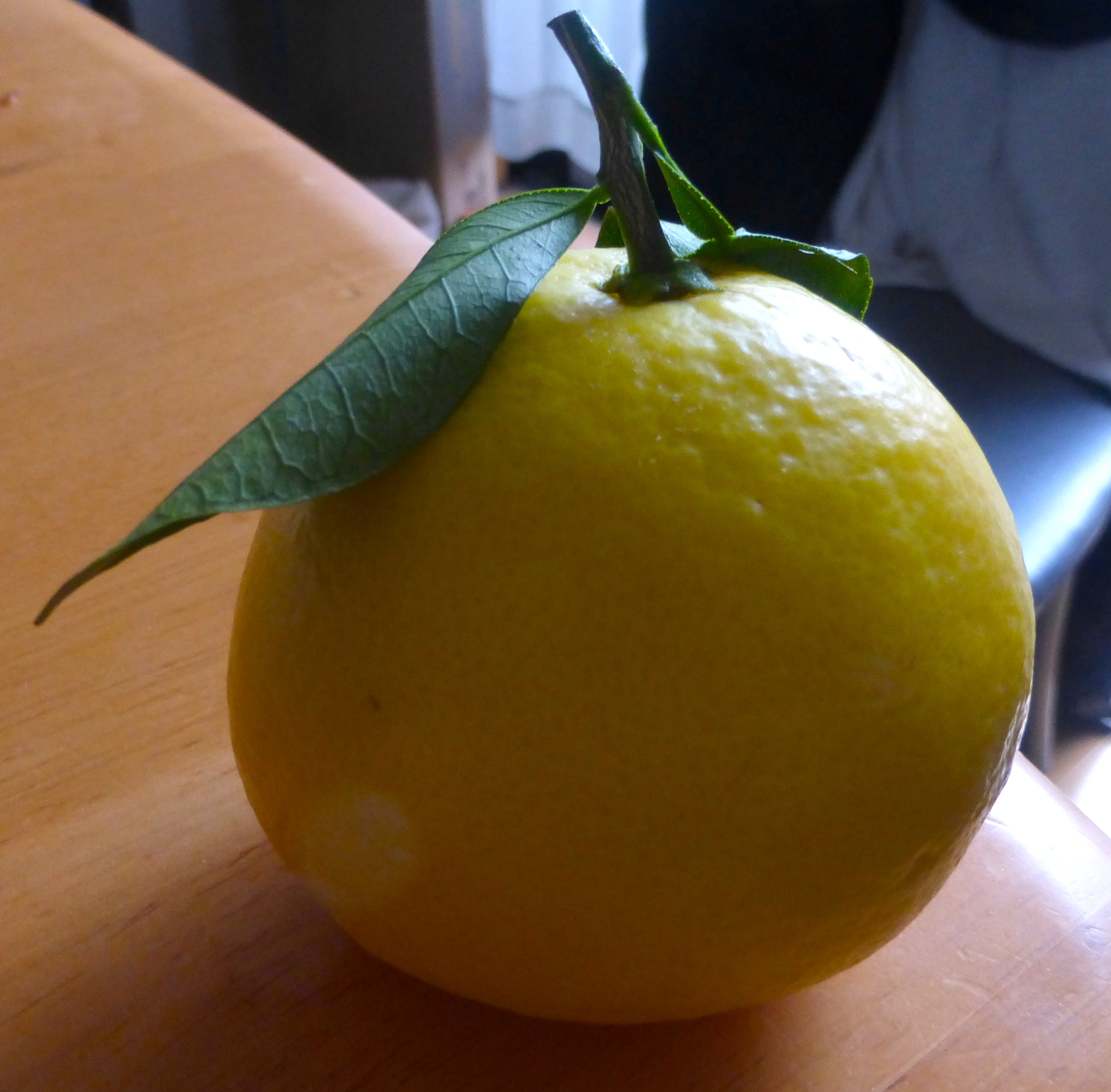

### Santé
Une publication japonaise (2013) a montré un effet favorable - in vitro - du lyophilisat d'extrait aqueux d'écorce de Citrus tamurana sur la cicatrisation des plaies cutanées et gastro-intestinales. 
La consommation quotidienne de jus testée sur des femmes ménopausées (2019) peut être efficace pour prévenir l'ostéoporose, une augmentation marquée de l'absorption du calcium dans le tractus intestinal a été montrée. Le composé actif responsable dans le jus d’hyuganatsu est l’arabinogalactane. Ces observations ont donné lieu à une étude approfondie (2021), il s'agit d'une arabinogalactane de type II, un polysaccharide PWH (57 galactose, 27 arabinose et 16 rhamnose) qui inhibe la formation des ostéoclastes. 